# シネクラブ
シネクラブ（仏語ciné-club、英語film society）は、特定の関心をもってフィルムの上映をすることでなりたつ映画的活動のこと。

## 概要
- 映画館の通常の上演品目に対して、シネクラブがしばしば提案するのは異なる上映リストである。それは、より文化的なものであり、テーマや目標とする観衆を持ったものである。ときおり、上映作品は発表されて、および／または上映プログラムの作成者との話し合いがもたれ、ないしは、オリジナルヴァージョンで上映され、そこでは、それら上映作品は通常二倍のヴァージョン（たとえばフランス語）で上映されることもある。シネクラブは、シネフィル（映画狂。映画愛はシネフィリーCinéphilie - 仏語版Wikipedia）によって組織されることが多い。目的は、一定の映画監督や俳優、もしくは映画の技師たち（撮影監督、美術デザイナーなど）を発見することにあると言える。
- フランス、とくにパリではシネクラブ運動が戦前から活発であった。第二次世界大戦以前にアンリ・ラングロアとジョルジュ・フランジュが組織しのちの「シネマテーク・フランセーズ」の前身となった「セルクル・デュ・シネマ」や、戦後、アンドレ・バザンやアレクサンドル・アストリュックがジャン・コクトーやロベール・ブレッソンとともに組織しのちの「ヌーヴェルヴァーグのゆりかご」となった「オブジェクティフ49」や、のちに映画監督となるエリック・ロメールが組織した「シネクラブ・デュ・カルチェ・ラタン」が有名。

## 日本での運動
- 1966年、川喜多和子らによって「シネクラブ研究会」が結成される。1968年、同クラブの上映会100回記念で鈴木清順全40作品中37本の上映を行おうと日活と交渉していたところ、同年4月25日、日活が鈴木を解雇。作品の貸出を拒否された。これらの問題がきっかけとなって、鈴木清順問題共闘会議が発足した。
- また、1967年には杉並区在住の野田真吉、佐々木基一、城所昌夫、長谷川龍生、中薗英助、間宮則夫、森弘太、夫馬基彦らにより「杉並シネクラブ」が結成される。同会は定期上映会、会誌の発行の他、京都、浜松のシネクラブとの交流等も行ったが、1972年に解散した[1]。
- アテネフランセ文化センター、あるいは東京日仏学院でのシネクラブ運動は現在もつづいている。また、全国にはいまも無数のシネクラブ組織が存在する。